# Église Saint-Oswald-et-Saint-Edmond-Arrowsmith d'Ashton-in-Makerfield
 (novembre 2023).
L'église Saint-Oswald-et-Saint-Edmond-Arrowsmith est une église catholique située à Ashton-in-Makerfield, dans le Grand Manchester, en Angleterre.

## Construction
La première église du site est construite en 1822. Elle est démolie et la première pierre du nouveau bâtiment fut posée en 1925.
L'église actuelle a été construite dans le style roman et achevée en 1930, par l'architecte J. K. Brocklesby. Le clocher, à droite de la façade, est un point de repère avec son toit pyramidal en cuivre vert. L'intérieur présente deux dômes et une abside. L'autel est en marbre et quatre tapis rouges. Au fond du chœur se trouvent le tabernacle. Au-dessus de l'autel se trouvent des vitraux de saints conçus par Harry Clarke.
Le presbytère et les portes de l'église, qui datent tous deux de 1822, font partie des monuments classés dans la catégorie Grade II,.

## Relique
L'église abrite la main de saint Edmond Arrowsmith, qui fait partie des quarante martyrs d'Angleterre et du Pays de Galles.

## Curés de la paroisse
- James O'Meara 1896 - 1946
- John Joseph McLaughlin 1946 - 1950
- Robert Wilfrid Meagher 1950 - 1970
- Francis J. Ripley 1970 - 1991
- Brian Newns 1991 - 2019
- John Gorman depuis 2019 [5]